# Tu me quieres
Tu me quieres è un singolo del rapper italiano Baby Gang, pubblicato il 13 settembre 2024.

## Descrizione
Il brano è stato un remix della canzone tu si quieres tu no quieres del cantante dominicano Omega.

## Tracce
1. Tu me quieres (feat. Omega) – 3:34

## Classifiche
| Classifica (2024) | Posizione massima |
| ----------------- | ----------------- |
| Italia            | 28                |